# Ажо
Ажо (*д/н — бл. 840) — 1-й володар Киргизького каганату в 820—840 роках.

## Життєпис
Походив з роду правителів єнісейських киргизів Каркир. Про батька відсутні відомості. Його мати належала до знатного роду племені тюргеши. Власне ім'я невідоме, оскільки ажо є китайським словом, перекрученим титул «інал» (правитель, князь).
Спочатку кочував в Мінусінській улоговині. Зумів знову об'єднати усіх киргизів. Одружився з донькою ябгу (правителів) карлуків.
У 820 році зумів звільнитися від уйгурської залежності, оголосивши себе каганом, мати — ханшею-удовицею, дружину — ханшею. Встановив союзні стосунки з імперією Тан, яка надала Ажо почесний титул цзун-ін.
Отримуючи допомогу від Тан розпочав війну проти Уйгурського каганату, послабленого внутрішніми чварами. Завдав уйгурському війську низку поразок. Після цього переніс ставку гір до Танну-Ула. Воював протягом усього життя з уйгурами, поступово змусивши тих перейти до оборони.
Точна дата смерті невідома: за китайськими джерелами був живим ще у 843 році. Втім ймовірно його плутають з сином (або братом) і наступником Солатаєм, що завершив киргизько-уйгурську війну.